# Selección de rugby de la Unión Soviética
La selección de rugby de la Unión Soviética (en ruso: Выбор регби Советского Союза) fue el equipo formado por jugadores de nacionalidad soviética que representó a la Federación de Rugby de la Unión Soviética entre 1974 y 1991 en las competiciones oficiales organizadas por Rugby Europe.
Tras la disolución de la Unión, la World Rugby considera como su sucesora a la selección de rugby de Rusia y entre ambas a la selección de rugby de la Comunidad de Estados Independientes.

## Historia
En 1964 el Comité Olímpico Soviético realizó una masiva inversión económica en el rugby para la reactivación del deporte. A través del lanzamiento del Campeonato Soviético de Rugby y la Copa Soviética de Rugby en 1966, se organizó la competencia interna. Para una mejor administración del deporte se fundó la Federación de Rugby de la Unión Soviética en 1967 siendo nombrado presidente Vladímir Iliushin quien puso todo su empeño en crear la tan ansiada selección nacional.

### Nacimiento del sueño
En 1974 se llegó a cumplir el objetivo ideado diez años antes, de alcanzar la meta de 10.000 jugadores registrados. El objetivo final del deporte en la URSS era ser potencia mundial en todas las disciplinas, lo que se vería como un triunfo del socialismo por lo que ante los resultados de favorables del proyecto rugby, se aprobó la creación del seleccionado nacional que disputó su primer partido en 1 de julio ante Rumania.

## Copa FIRA
El Ejército Rojo participó de la hoy llamada European Nations Cup desde la edición de 1976-77 a la de 1990-92 en la que tuvo que ser reemplazada por la selección de la Comunidad de Estados Independientes.

## Copa del Mundo

### Nueva Zelanda 1987
En 1987 la World Rugby dio inicio a la Copa del Mundo de Rugby. Para el mundial de Nueva Zelanda 1987 se invitó a las selecciones nacionales con más tradición y nivel en el deporte, la URSS fue una de ellas pero se negó a participar.

### Inglaterra 1991
En 1989 comenzó la clasificación para la Copa Mundial de Rugby de 1991 donde la URSS nuevamente rechazó participar.

## Victorias destacadas
- Se consideran solo victorias ante naciones del Tier 1 (participantes del Seis Naciones y del Rugby Championship).

| 18 de noviembre de 1978 | Italia | 9 - 11 | Unión Soviética |  |  |

| 28 de octubre de 1979 | Unión Soviética | 9 - 0 | Italia |  |  |

| 2 de noviembre de 1980 | Italia | 3 - 4 | Unión Soviética |  |  |

| 30 de octubre de 1983 | Unión Soviética | 16 - 7 | Italia |  |  |

| 10 de noviembre de 1985 | Unión Soviética | 15 - 13 | Italia |  |  |

| 16 de noviembre de 1986 | Italia | 14 - 16 | Unión Soviética |  |  |

| 7 de noviembre de 1987 | Unión Soviética | 12 - 9 | Italia |  |  |

| 5 de noviembre de 1988 | Italia | 12 - 18 | Unión Soviética |  |  |

| 5 de noviembre de 1989 | Unión Soviética | 15 - 12 | Italia |  |  |

## Palmarés
- FIRA Nations Cup - División 1 (1): 1989-90
- FIRA Nations Cup - División 2 (1): 1977-78